# Poste centrale de Tunis
La Poste centrale de Tunis, anciennement appelé Hôtel des postes et télégraphes de Tunis, est un bureau central de la Poste tunisienne situé sur la rue Charles-de-Gaulle à Tunis.

## Histoire
Le bâtiment, qui date des années 1891-1892, est construit par l'architecte français Henri Saladin. Il est classé monument historique le 19 octobre 1992.

## Architecture
La façade s'inspire de réalisations de style Beaux-Arts comme la bibliothèque Sainte-Geneviève, œuvre d'Henri Labrouste, et le bâtiment principal de l'École nationale supérieure des beaux-arts œuvre de Félix Duban.

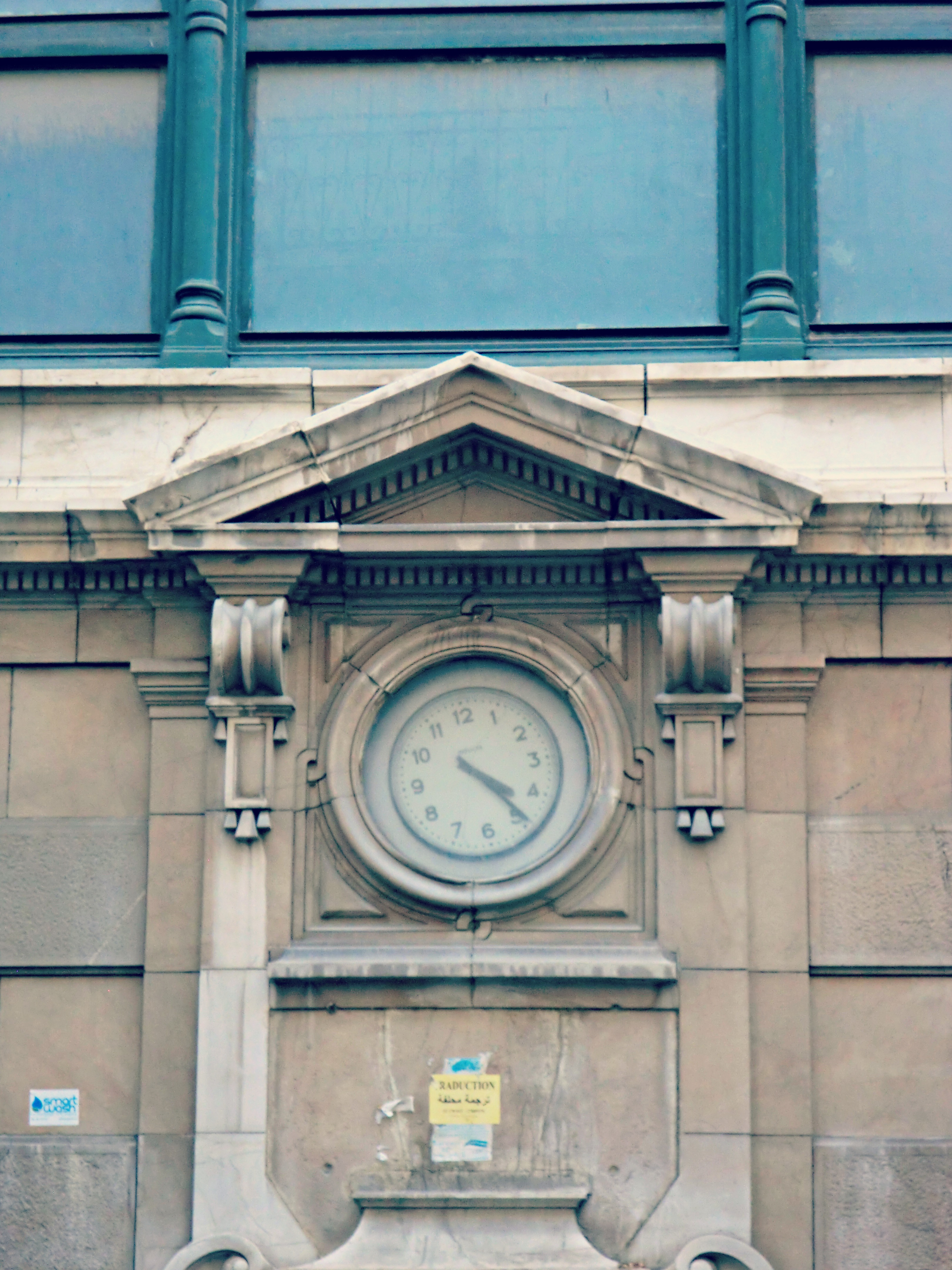
Horloge située à l'extérieur
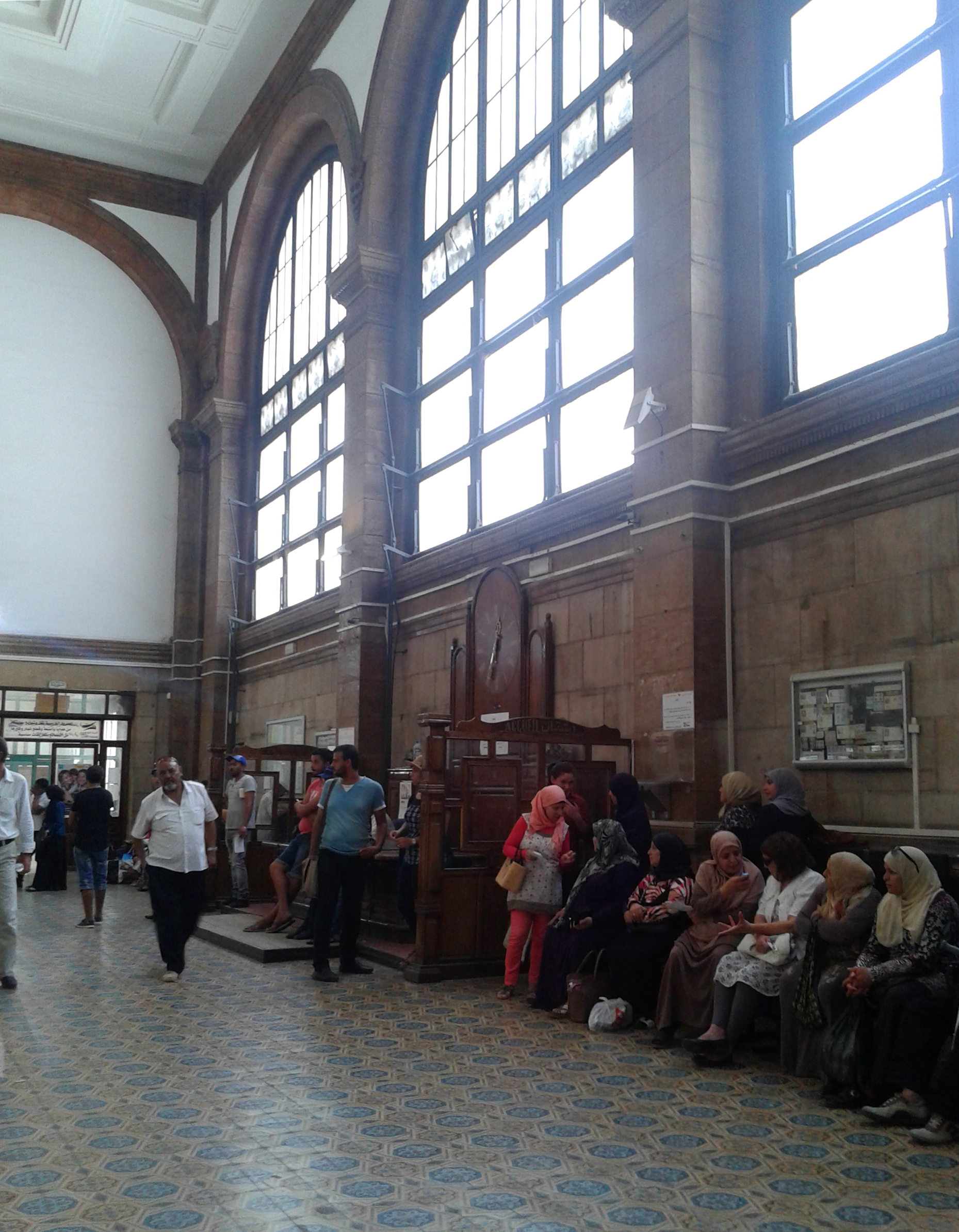
Vue de la salle d'attente
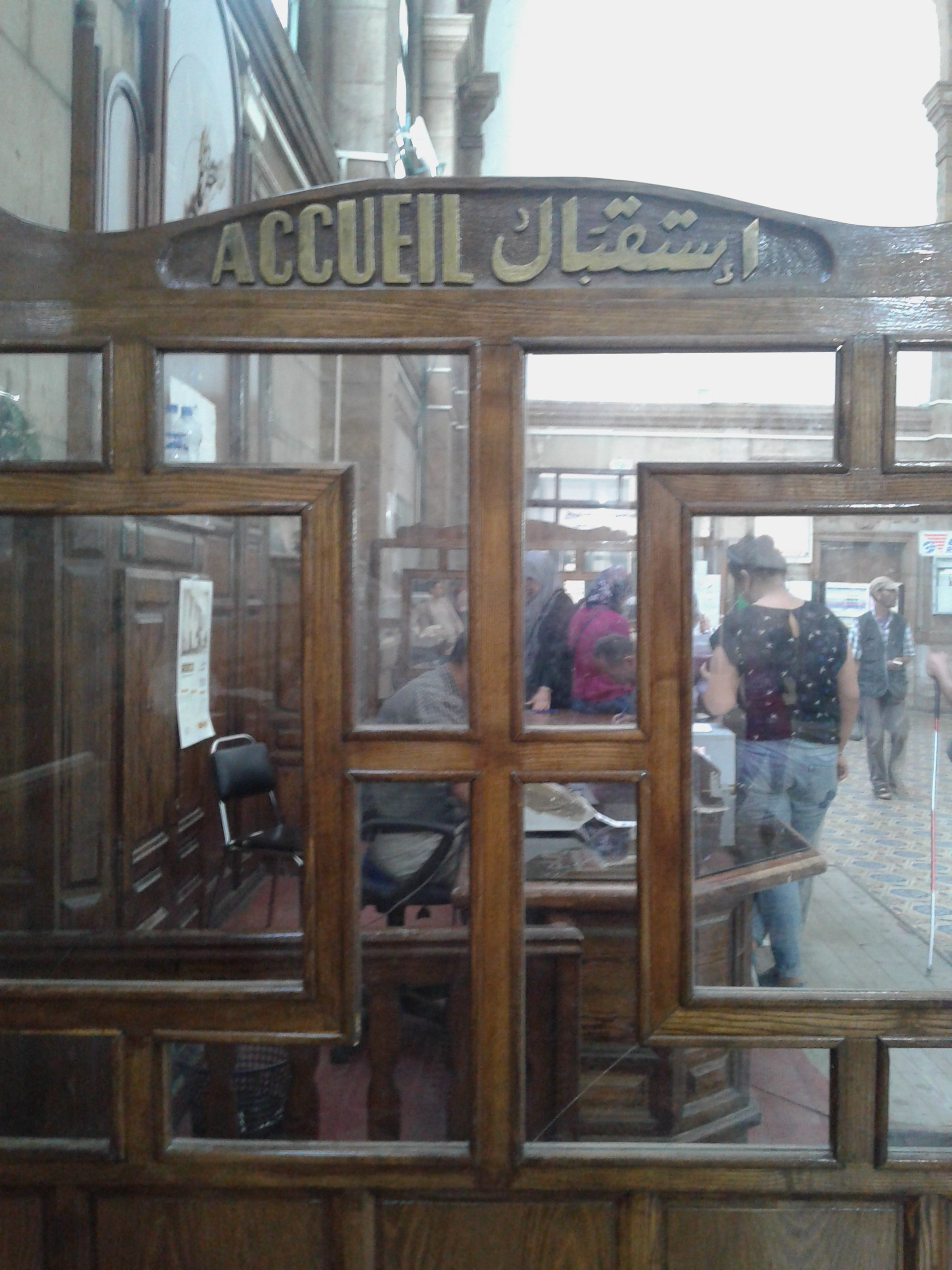
Inscription en français et arabe
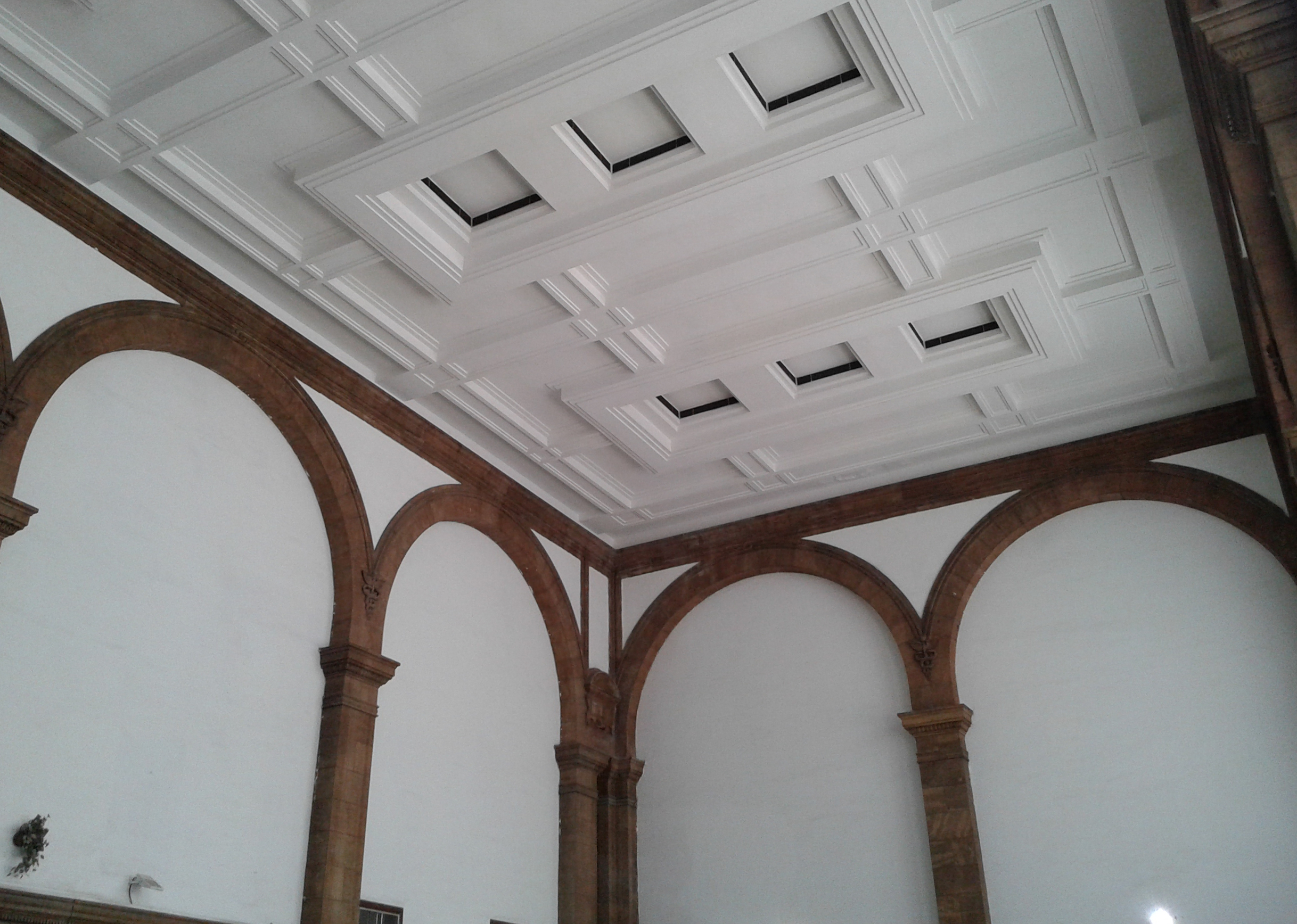
Arches de la salle d'attente
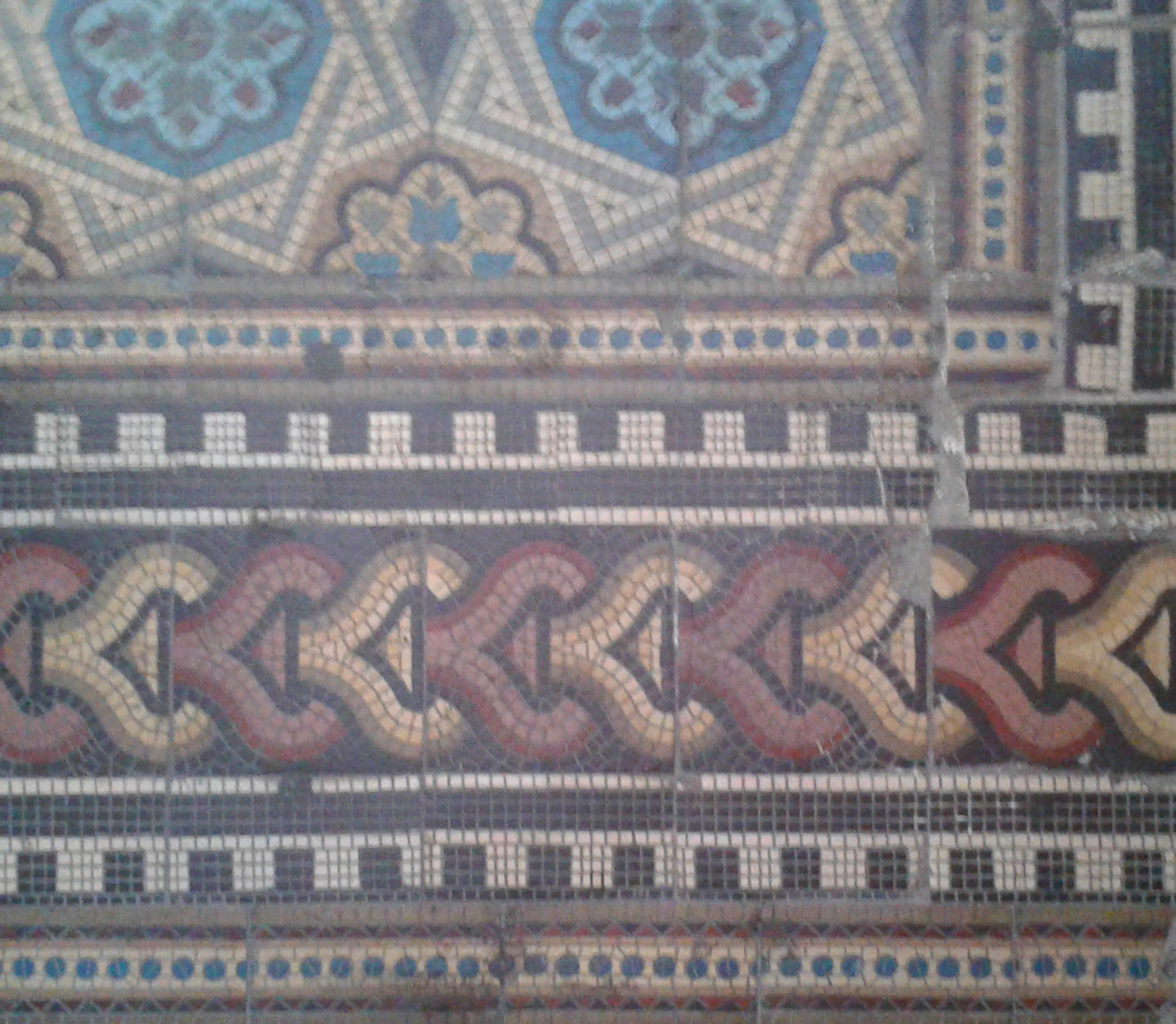
Mosaïques au sol
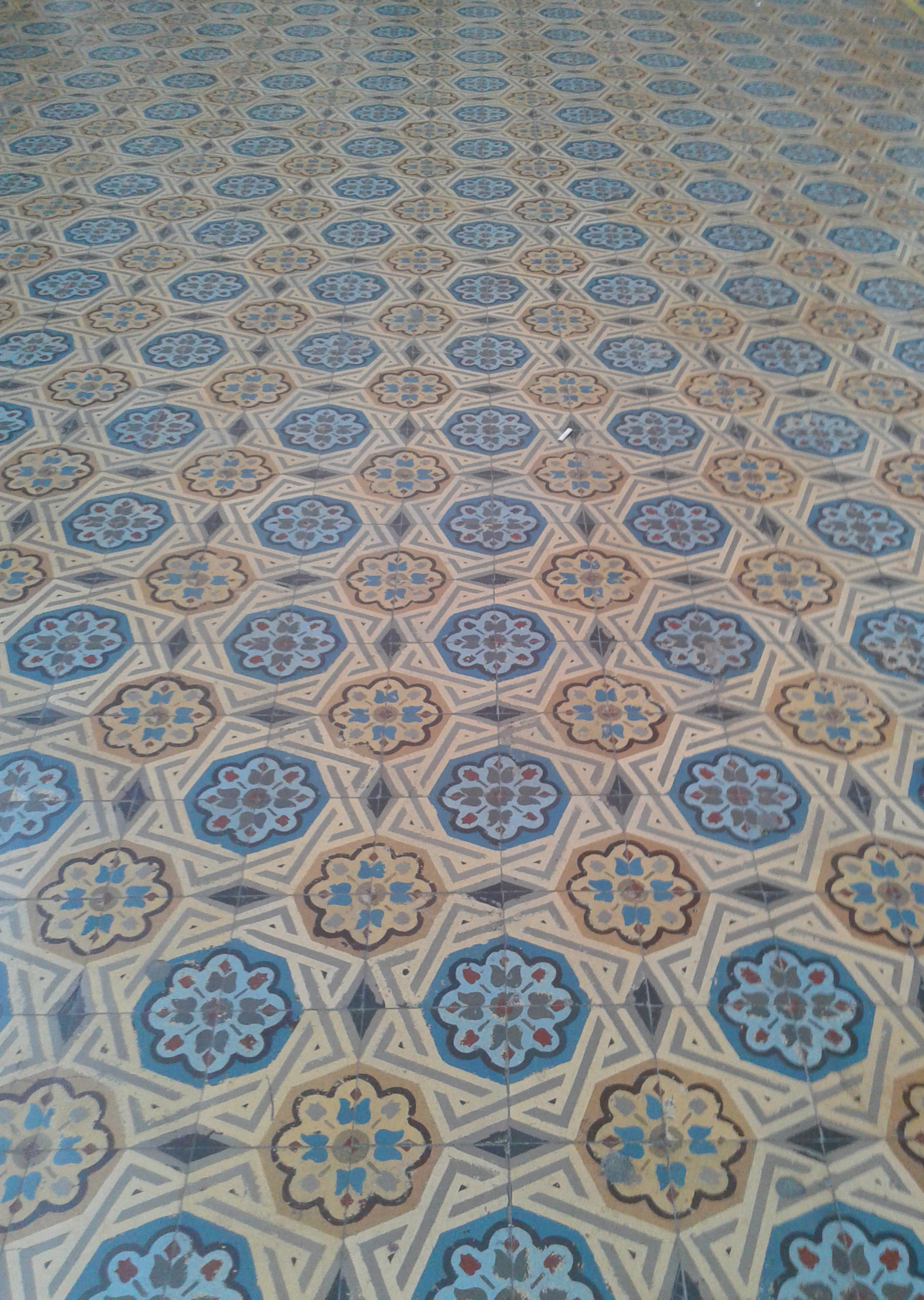
Carreaux en ciment au sol